# Madeleine Alingué
Madeleine Alingué est une femme politique tchadienne née le 11 septembre 1965 ayant occupé plusieurs postes ministériels.

## Biographie
Madeleine Alingué est née le 11 septembre 1965 dans un milieu privilégié. Elle est la fille de l'ancien Premier ministre Jean Alingué Bawoyeu.
Après avoir fait ses études à Paris puis en Chine, elle devient professeur en relations internationales à l'université Externado de Colombie.
En 2010, elle rentre au Tchad où elle rejoint l'Office des migrations internationales. En 2014, elle est nommée secrétaire d'État aux Affaires étrangères. En 2015, elle est « conseiller-expert » de la mission permanente du Tchad auprès du Conseil de sécurité des Nations unies, à New York,. Elle exerce pendant quelques mois, en 2016, auprès du chef de l'État, Idriss Déby, en qualité de directrice adjointe du cabinet.
Le 14 août 2016, elle est nommée ministre de la Communication et prend le rôle de porte-parole de gouvernement. C'est la première fois que ce poste est attribué à une femme au Tchad.
En vertu de la constitution de la Quatrième République, elle doit en 2018 à prêter serment en jurant au nom d'Allah. Elle refuse et jure au nom de Dieu, ce qui lui vaut une suspension avant que le président de la cour suprême ne revienne sur cette décision après l'intervention du président Idriss Déby,. 
Elle est ministre du Développement touristique, de la Culture et de l'Artisanat jusqu'en juillet 2020.
Du 14 octobre 2022 au 2 janvier 2024, elle devient secrétaire d'État à la Prospective économique et aux Partenariats internationaux dans le gouvernement d'union nationale dirigé par Saleh Kebzabo.